# اچ‌ام‌اس اتالیون (۱۷۹۷)
اچ‌ام‌اس اتالیون (۱۷۹۷) (به انگلیسی: HMS Ethalion (1797)) یک کشتی بود. این کشتی در سال ۱۷۹۷ ساخته شد.